# Бабино II (платформа)
Ба́бино-2 — железнодорожная платформа на московском направлении Санкт-Петербургского отделения Октябрьской железной дороги. Имеет 2 боковые высокие платформы.
Располагается в 700 м к северо-востоку от автодороги М10 (E 105) и нежилого населённого пункта Бабино-2. Обслуживает садоводов, дачников  садоводческого массива Бабино-2 (Тосненского района Ленинградской области), расположенного в 1,5—3 км к юго-западу от платформы, включающего садоводства «Волна», «Спектр», «Заря», «Корабел», «Электроаппарат», «Факел», «Сплав», «Нева» и другие. 
В 1—2 км северо-восточнее платформы располагается деревня Бабинская Лука.
На платформе останавливаются все проходящие через неё электропоезда, за исключением следующих до Новгорода.

## Расписание электропоездов
- Расписание электропоездов Санкт-Петербург — Малая Вишера на сайте СЗППК (недоступная ссылка)
- Расписание электропоездов на Яндекс.Расписаниях
- Расписание электропоездов на tutu.ru